# Emmeloord
Emmeloord es una división administrativa del municipio de Noordoostpolder, al norte de la provincia de Flevolanda, Países Bajos.

## Geografía
Emmeloord se diseñó con base en una ubicación central y carreteras en forma de estrella que conectaban con diez pueblos más pequeños: Bant, Creil, Ens, Espel, Kraggenburg, Luttelgeest, Marknesse, Nagele, Rutten y Tollebeek. La ubicación central de Emmeloord se ve acentuada por la torre Polder. Esta torre de agua se encuentra en el centro geográfico del pólder. Este último punto es controvertido.

## Historia
En 1936, comenzó la construcción de los diques que rodeaban el Noordoostpolder, que se completaron en 1940. Posteriormente, se inició el drenaje de la zona, que se secó en 1942. Se recuperaron más de 50 000 hectáreas de tierra del Ĳsselmeer (antiguo Zuiderzee). El 15 de diciembre de 1943, se ocupó la primera casa del pueblo A. El nombre provisional se cambió posteriormente a Emmeloord. Debido a la recuperación de tierras durante la Segunda Guerra Mundial, el Noordoostpolder se convirtió en un paraíso para quienes se escondían. Muchas carreteras de la zona aún conmemoran este período. El Cementerio de Honor de Emmeloord también se erige como un testigo silencioso de la Segunda Guerra Mundial en el Noordoostpolder.
Junto con los diez «Groendorpen» (pueblos verdes), Emmeloord forma el municipio de Noordoostpolder desde 1962. Desde el 1 de enero de 1986, Noordoostpolder pertenece a la provincia de Flevolanda, anteriormente Overijssel.

### Derechos de la ciudad lúdica
El 10 de septiembre de 1992, el Comisionado de la Reina, Prof. Dr. Jos van Kemenade de Holanda Septentrional, otorgó los derechos de ciudad a Emmeloord como un gesto simbólico durante una reunión festiva. Se hizo referencia a las decisiones de los antiguos Estados de Holanda, de los cuales las antiguas islas cercanas de Schokland y Urk también formaron parte. Esto fue posible después de que documentos revelaran que el «señorío de Emelwaerde» (Emmeloord) disfrutaba de privilegios. Durante esta reunión de las provincias de Flevoland, Overijssel y Holanda Septentrional en Schokland, la diosa Fortuna fue designada como santa patrona. Un busto de ella fue descubierto hace años en el suelo al sur de Emmeloord. Su imagen adornaría el ayuntamiento, y a Emmeloord se le permitió llamarse «Civitas Fortunae Emmeloordis». El alcalde y los concejales del municipio de Noordoostpolder fueron designados como «Schout und Schepenen van de Stad Emmeloord».

## Instalaciones

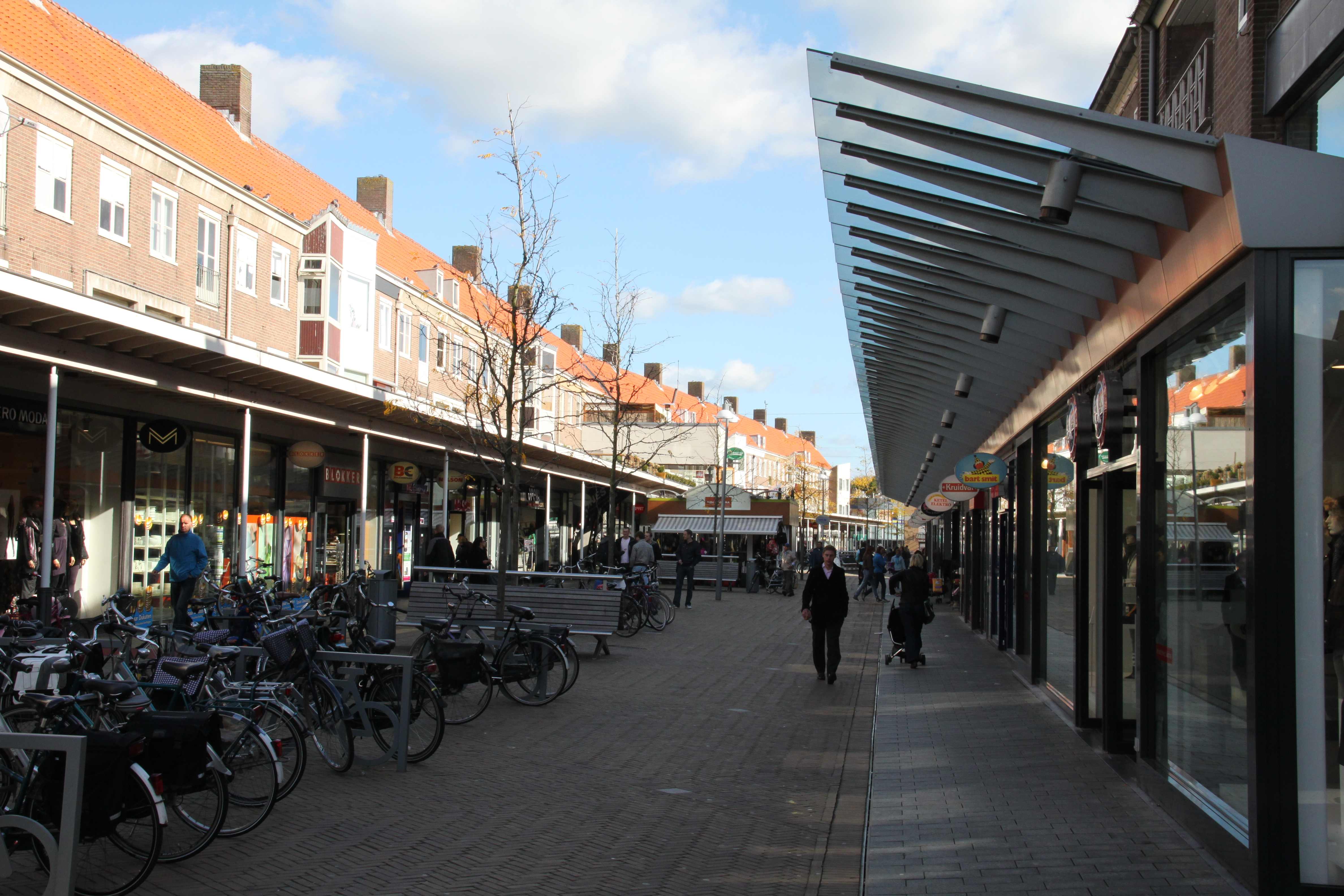
La renovada calle comercial Lange Nering.

Emmeloord es el centro de servicios de la región del Noordoostpolder y sus alrededores. La ciudad cuenta con el ayuntamiento, una biblioteca, una escuela de música, escuelas primarias y secundarias, un centro de formación profesional (MBO), un hospital y numerosas instalaciones deportivas. Emmeloord cuenta con una pista de atletismo, una piscina cubierta y un campo de golf. Emmeloord también cuenta con dos clubes de fútbol: el SC Emmeloord y el Flevo Boys.
La capital del Noordoostpolder ofrece numerosas oportunidades de empleo. Numerosas empresas del sector agrícola, industrial e instituciones financieras se ubican en Emmeloord. El sitio web Marktplaats.nl, originalmente una filial de la tienda de segunda mano Het Goed, también se gestiona en Emmeloord. Lange Nering y Korte Achterzijde son las calles comerciales con tiendas. Es una mezcla de cadenas reconocidas y comercios locales. Entre 2007 y 2011, se renovó toda la zona comercial. Se adelantaron las fachadas, se reemplazaron los toldos y se adaptó el mobiliario urbano a los estándares modernos.
La torre Polder, que data de 1959, se alza en De Deel. Sirve como punto de referencia unificador del Noordoostpolder, con una carillón que lleva los nombres de los pueblos de la zona. A los pies de la Poldertoren se celebra la feria anual, junto con eventos como el Pieperfestival (el festival de la ciudad) y la Nacht van Oranje (Noche de la Naranja) el 29 de abril. La plaza también albergó antiguamente el mercado semanal. En 2012, el mercado se trasladó a Kettingplein. De Deel necesitaba más espacio para la restauración y el comercio. En 2014, el ayuntamiento estaba ultimando los planes.

## Eventos
Emmeloord acoge varios eventos anuales. En marzo, se celebra el Rally Zuiderzee, el inicio del Campeonato Neerlandés de Rally. Se celebra en polígonos industriales de Emmeloord y sus alrededores.
A finales de abril se celebra el Festival del Tulipán, cuyo principal atractivo es el recorrido por los campos de bulbos en flor.
La víspera del Día del Rey (26 de abril) se celebra la Noche de la Naranja. Hay un mercado callejero, música y una feria en Lange Nering y De Deel. En 1997, la primera edición entró en el Libro Guinness de los Récords con el pastel de naranja más largo del mundo. El pastel serpenteaba a través de Lange Nering. En 1998, se intentó un nuevo récord: cantar el Wilhelmus (himno nacional neerlandés) simultáneamente con el mayor número de personas posible. Esta noche también entró en los libros. El intento anual de récord se ha abandonado desde entonces, pero la bandera neerlandesa más grande (de 20 x 30 m) se iza anualmente en De Deel.
Durante tres miércoles de junio, julio y agosto se celebran carreras de caballos en el hipódromo de Sportlaan.
En julio se celebra el Festival Oord, el festival cultural y musical más importante de Emmeloord. Miles de personas acuden a Park West para disfrutar de la música, la danza, el arte y el teatro. El Oord dura todo el día y es apto para todas las edades. La primera edición se celebró en 2005.
Durante los meses de verano se celebran los viernes de Emmeloorder en Lange Nering con feria y música.
La primera semana de septiembre es conocida por el Pieperfestival, el festival anual de la ciudad. Su nombre hace referencia al sector agrícola que cosecha patatas en esta época. El Pieperfestival se fundó en 1996 para celebrar el décimo aniversario de la provincia de Flevoland. Papas fritas gratis, un mercado callejero, una tarde para niños y adultos mayores, escenarios musicales y muchas otras actividades conforman la base de esta semana festiva, que atrae a numerosos visitantes de los alrededores a Emmeloord.
En diciembre hay un mercado navideño en De Lange Nering.

## Transporte

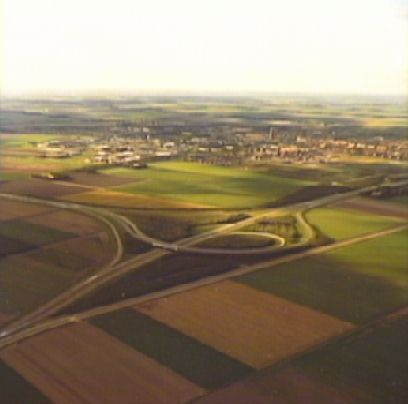
El cruce de Emmeloord en 1983.

La A6 (Joure/Ámsterdam) y la N50 (Kampen/Zwolle) son las vías de acceso a Emmeloord, conectadas por el cruce de Emmeloord.
EBS proporciona la mayor parte del transporte en autobús en Emmeloord. Los Qliners son operados por Qbuzz . Hasta el 26 de agosto de 2007, un Hanzeliner también operaba entre Emmeloord y Zwolle. Debido a la baja afluencia de pasajeros, esta ruta se suspendió y la ruta 141 (Urk - Emmeloord - Kampen - Zwolle) se amplió con viajes adicionales. Posteriormente, esta ruta se acortó a Urk - Emmeloord - Kampen debido a la baja afluencia de pasajeros en este tramo debido a la conexión ferroviaria regional entre Kampen y Zwolle.
Emmeloord no tiene conexión ferroviaria. Durante años se ha debatido la línea Zuiderzee. Esta habría conectado Emmeloord por ferrocarril con el norte de los Países Bajos y Randstad. A finales de 2007, este plan se pospuso por segunda vez. La llegada de esta conexión ferroviaria se ha vuelto muy improbable. El municipio de Noordoostpolder apoya un estudio sobre las posibilidades de una conexión alternativa con un superbus entre Lelystad, Emmeloord y Heerenveen.
Diez años después, el debate sobre una conexión ferroviaria vía Emmeloord resurgió. Esta vez, la atención se centró en las ventajas de una conexión más rápida entre el norte y Randstad, con Emmeloord como enlace. Este «Lelylijn» se presentó como una alternativa a la ruta actual vía Zwolle.

## Nacidos en Emmeloord
- Annamarie Thomas (1971), patinadora
- Rob Wielaert (1978), futbolista
- Corinne Nugter (1992), atleta

## Asociación de ciudades
De 1996 a 2000, se mantuvo una colaboración oficial con Mizumaki en Japón, donde se construyó una réplica de la torre Poder con este motivo. Desde 2001, Amigos de Japón organiza el programa de intercambio de estudiantes. Una delegación de Mizumaki también visitó Noordoostpolder en 2012.

## Galería

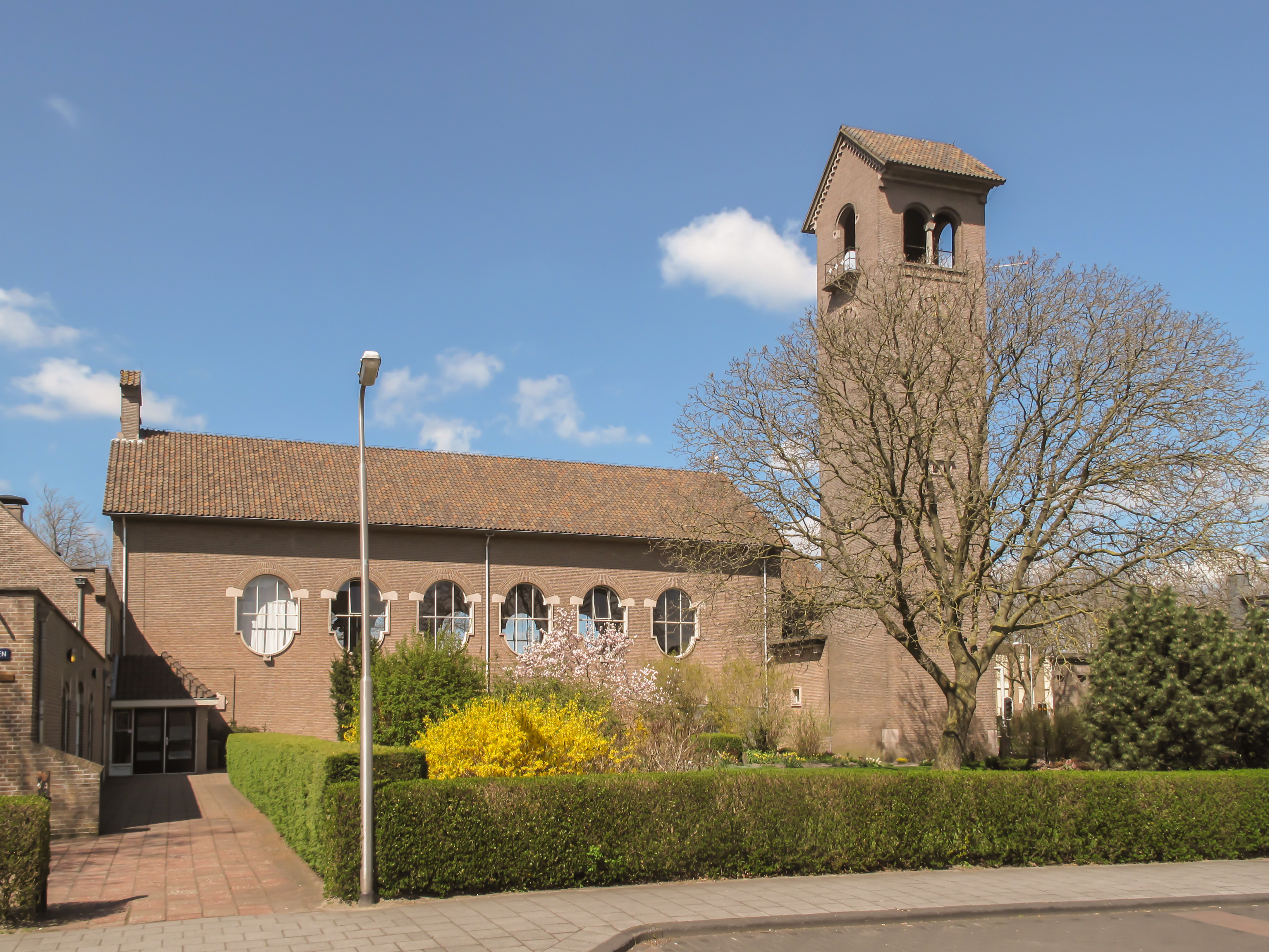
Iglesia Reformada de Hoeksteen.
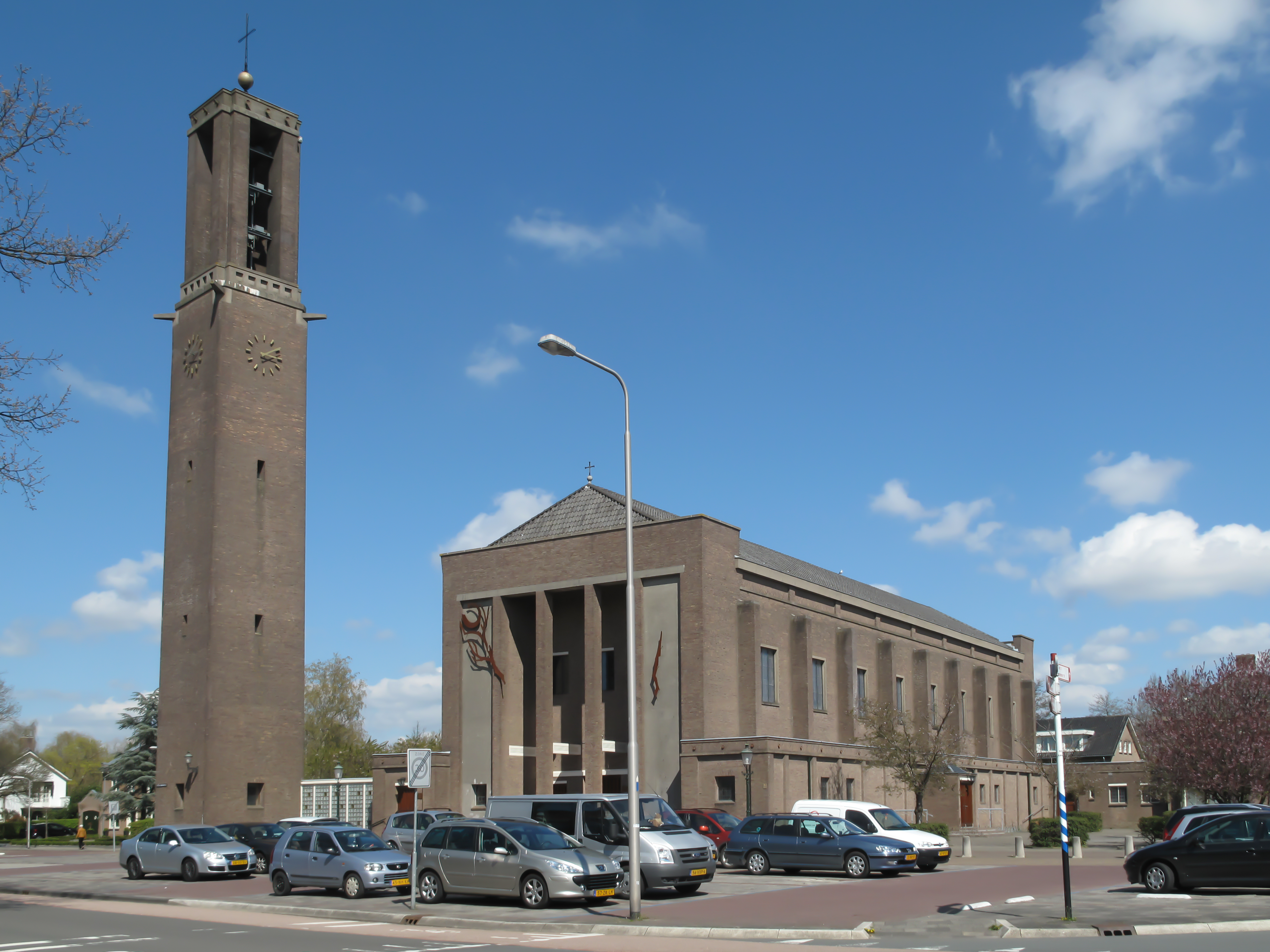
Iglesia de San Miguel.
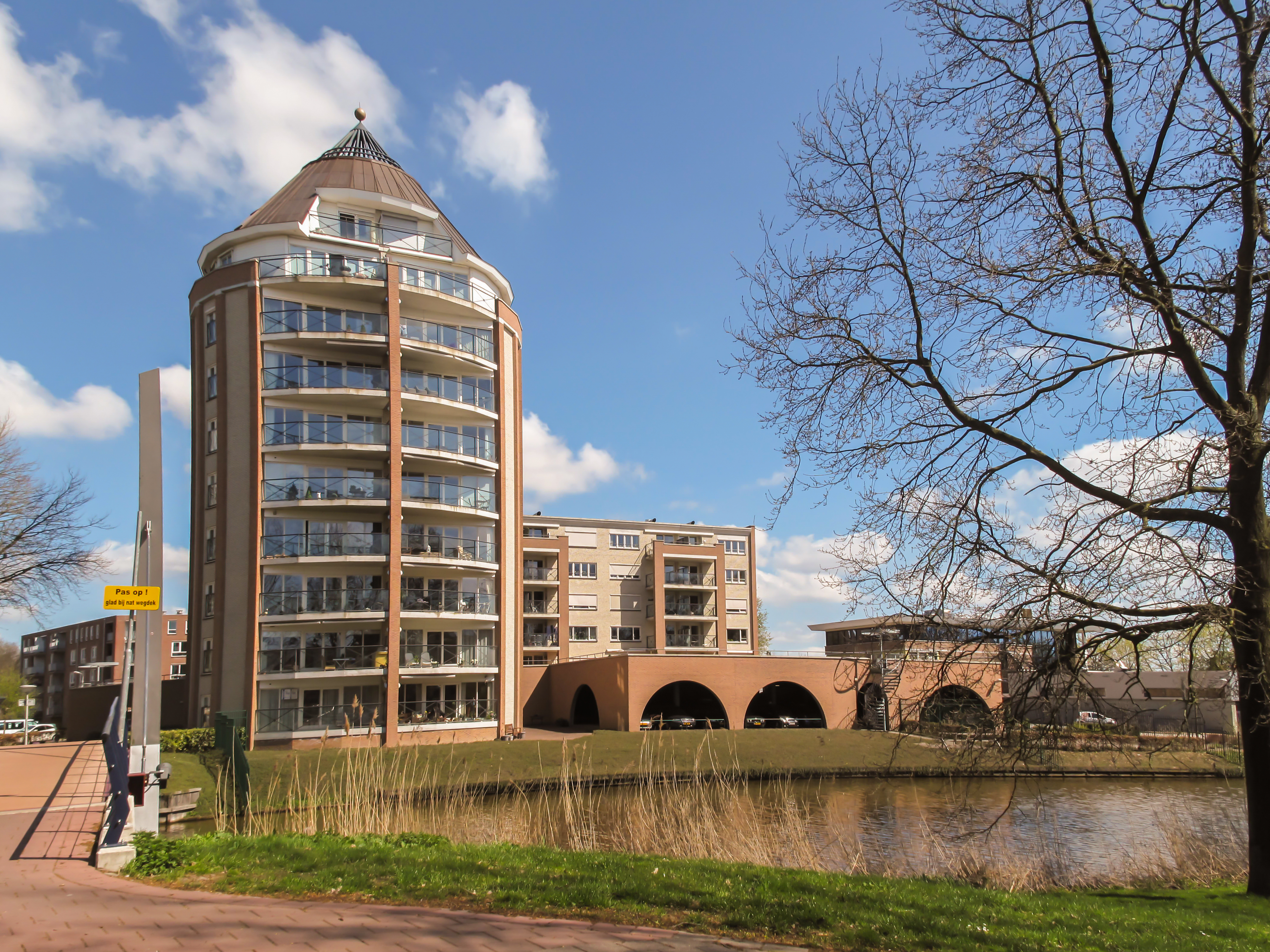
Vista de la calle cerca de la torre residencial.
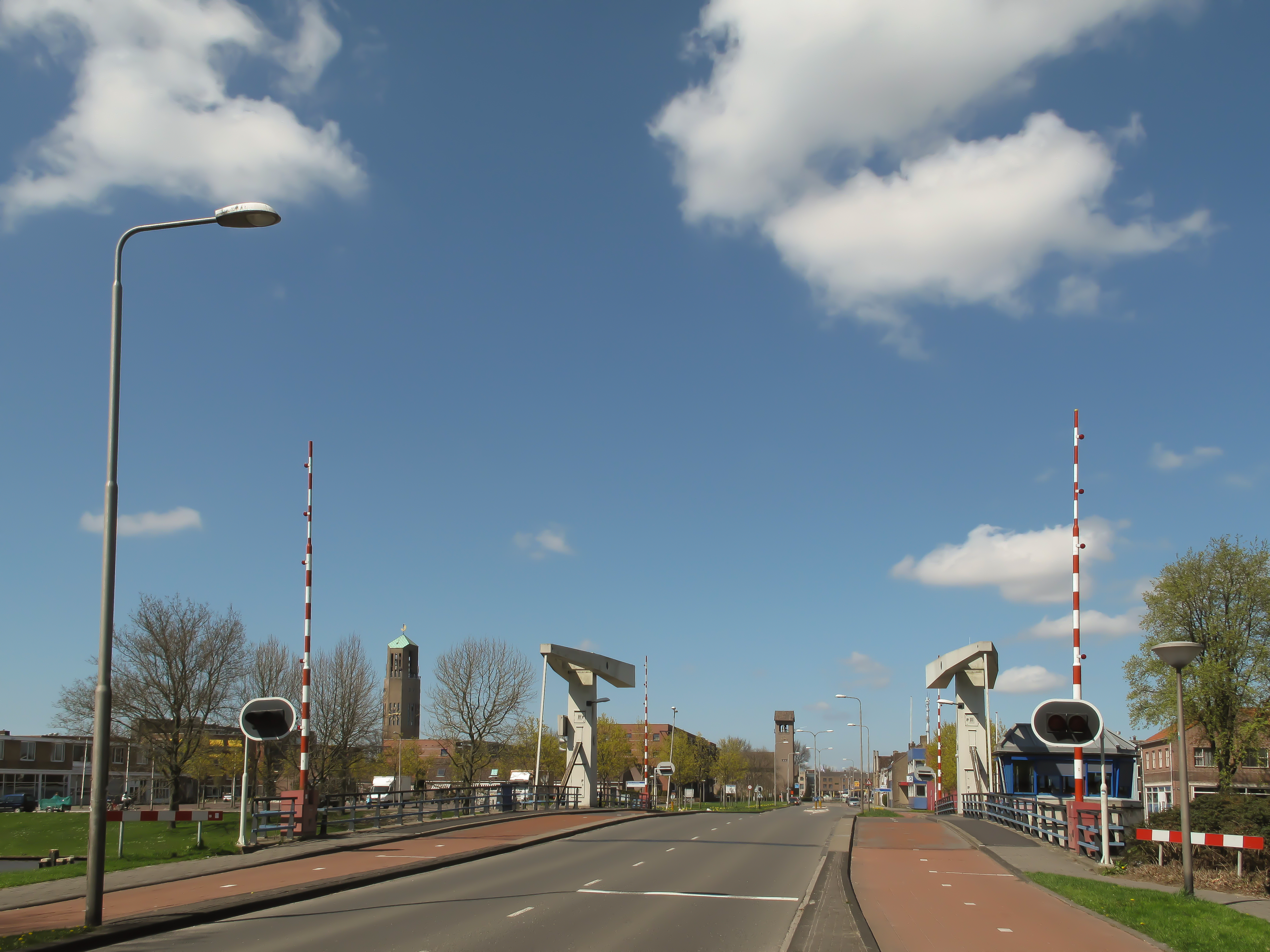
Vista a la calle Nagelerstraat.
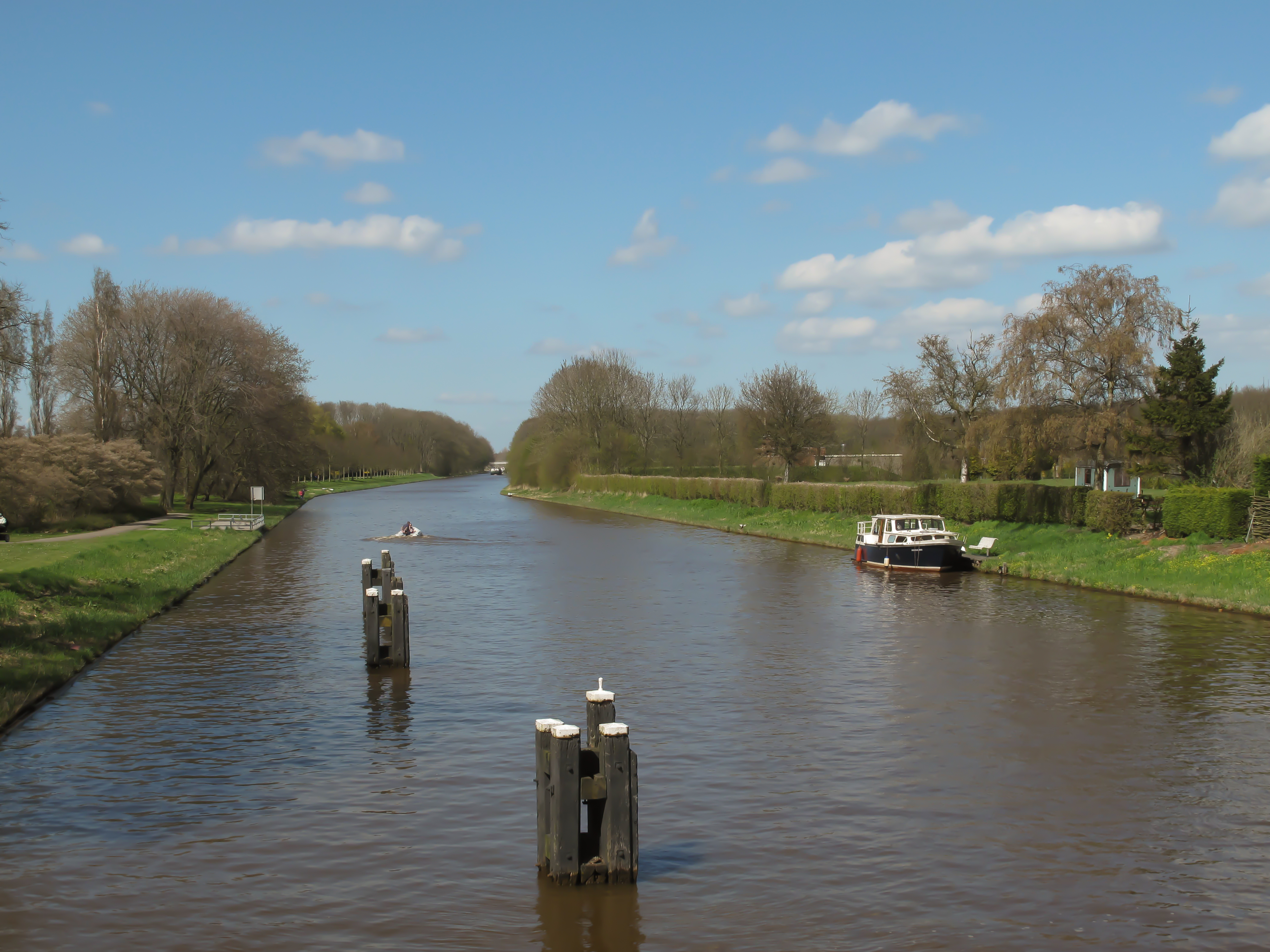
Lemstervaart.